# Sorrow (canção de The McCoys)
"Sorrow" é uma canção originalmente gravada por The McCoys em 1965. Uma versão de The Merseys da canção foi um grande sucesso no Reino Unido, alcançando o n°4 nas paradas britânicas em 28 de abril de 1966. Em 1973, uma versão de David Bowie também foi um sucesso.
A canção foi regravada por vários outros artistas, o que mostra seu reconhecimento pelos músicos britânicos.

## Versão de David Bowie
A regravação de David Bowie de "Sorrow", feita em julho de 1973 no Château d'Hérouville, Hérouville, França, foi o único single lançado no Reino Unido a partir do álbum de covers Pin Ups, alcançando o n°3 e permanecendo nas paradas britânicas por quinze semanas.
O Lado B, "Amsterdam", é um cover de uma canção de Jacques Brel que vinha sendo tocado ao vivo por Bowie desde 1968. A canção foi provavelmente gravada no verão de 1973, para Pin Ups, ou no fim de 1971, para o álbum Ziggy Stardust. Nunca escolhida como faixa de álbum, "Amsterdam" foi usada como Lado B, já que combinava com "Sorrow". Na França, foi lançada como Lado A do single.
"Sorrow" faz parte do filme de John Cusack War, Inc., de 2008.

### Faixas
1. "Sorrow" (Bob Feldman, Jerry Goldstein, Richard Gottehrer) – 2:53
2. "Amsterdam" (Jacques Brel, Mort Shuman) – 2:39

A versão espanhola do single tinha "Lady Grinning Soul" como Lado B.

### Créditos
- Produtores:
  - Ken Scott e David Bowie
- Músicos:
  - David Bowie: vocais, guitarra
  - Mick Ronson: guitarra e violino
  - Trevor Bolder: baixo e trompete
  - Mike Garson: piano
  - Aynsley Dunbar: bateria
  - David Sanborn: saxofone

### Paradas
| Paradas musicais (1973) | Posição mais alta |
| ----------------------- | ----------------- |
| Canadá                  | 77                |
| Reino Unido             | 3                 |
| Irlanda                 | 2                 |
| França                  | 7                 |
| Alemanha                | 39                |
| Austrália               | 1                 |
| Nova Zelândia           | 1                 |
| África do Sul           | 1                 |

### Outras versões
- A canção também apareceu nas seguintes coletâneas:
  - Chameleon (Australia/New Zealand 1979) 
  - The Best of Bowie (1980) 
  - Sound + Vision (1989) 
  - The Singles Collection (1993) 
  - The Best of David Bowie 1969/1974 (1997) 
  - Best of Bowie (2002) 
  - The Platinum Collection (2006) 
  - Nothing Has Changed (2014)